# Pico Asparuh

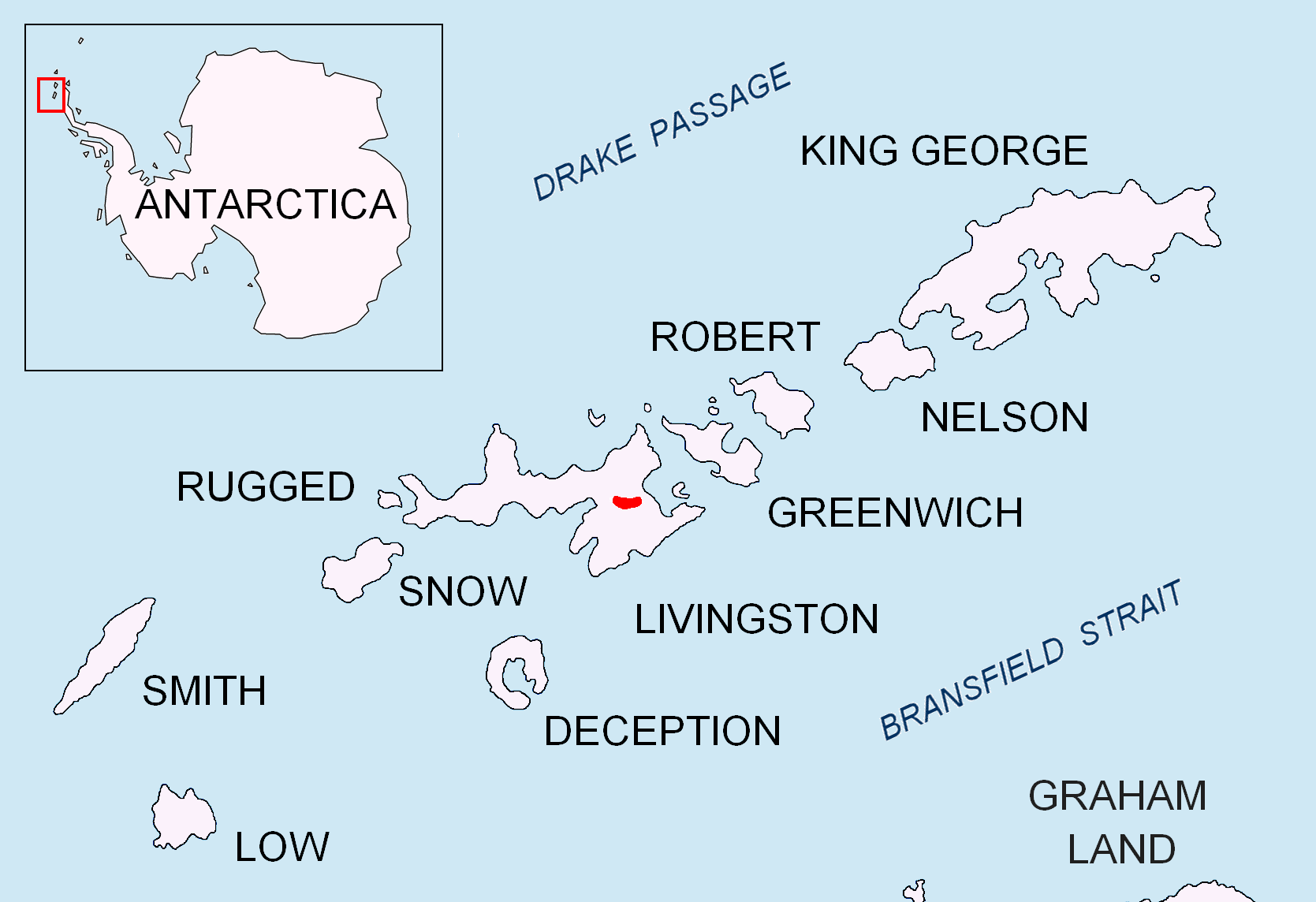
Localização de Bowles Ridge, na ilha de Livinston, nas ilhas chetland do Sul.

Pico Asparuh (em búlgaro:  Аспарухов връх, IPA:) é um pico situado na ilha de Livinston, na Antártica.

## Localização

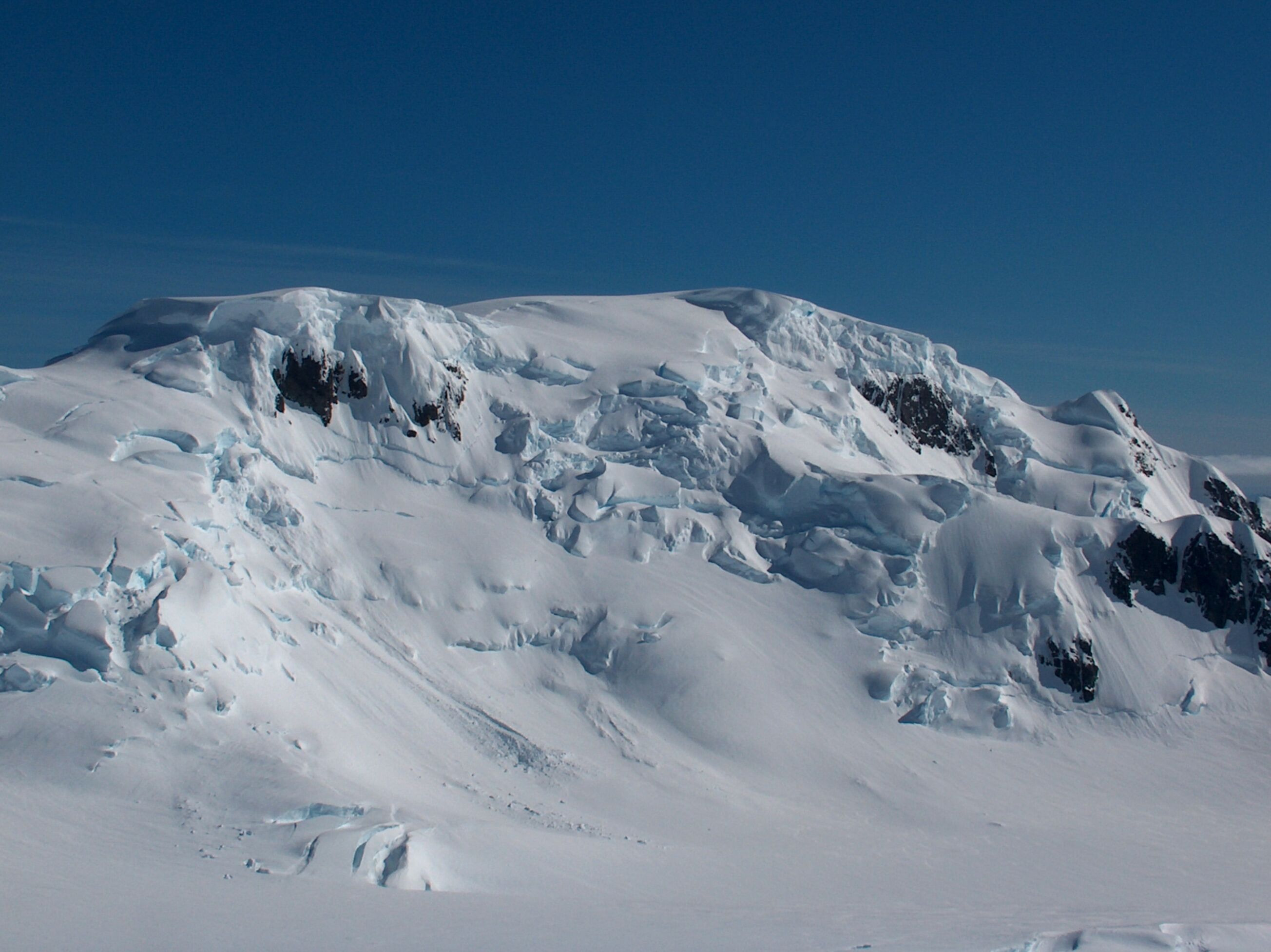
Pico de Asparuh

O pico está localizado em 62° 36′ 47″ S, 60° 09′ 14″ O. 

## Mapas

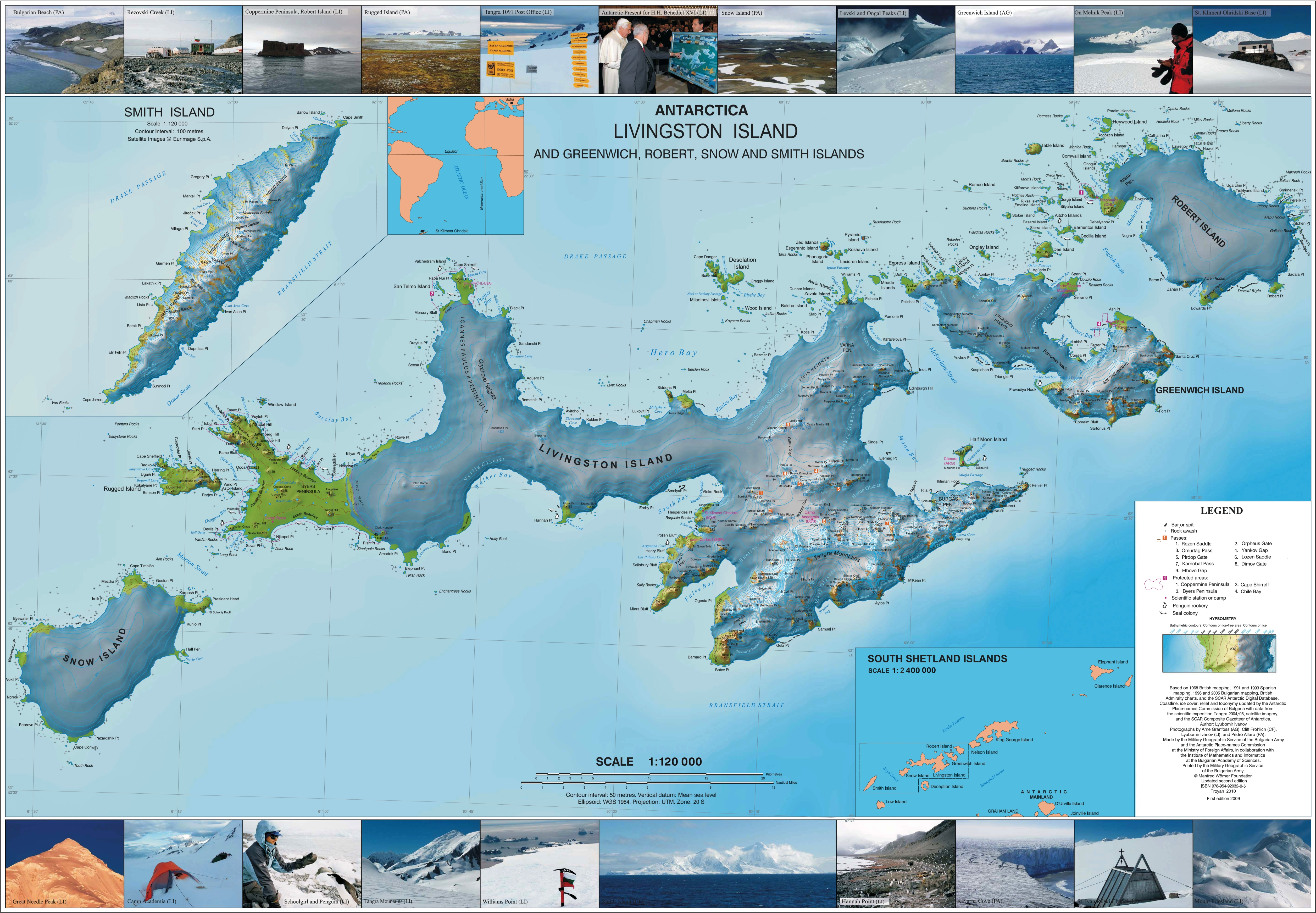
Mapa topográfico das Ilhas Livingston, Greenwich, Robert, Snow e Smith.

- LL Ivanov et al. Antártica: Livingston Island e Greenwich Island, Ilhas Shetland do Sul . Escala 1: 100000 mapa topográfico. Sofia: Comissão Antártica de Nomes de Lugares da Bulgária, 2005.
- LL Ivanov. Antártica: Ilhas Livingston e Greenwich, Robert, Snow e Smith . Escala 1: 120000 mapa topográfico. Troyan: Fundação Manfred Wörner, 2009.